# Aname camara
Aname camara is een spinnensoort uit de familie Anamidae.
Aname camara werd in 1985 beschreven door Raven.